# Karl Glöckner (Historiker)
Karl Glöckner (* 16. Juni 1884 in Gersfeld; † 27. September 1962 in Gießen) war ein deutscher Oberstudiendirektor und Historiker.

## Leben und Werk
Nach der Reifeprüfung in Fulda studierte Glöckner an der dortigen (katholischen) Philosophisch-Theologischen Hochschule, brach dies aber ab und arbeitete nach einem Sonderkurs in Darmstadt als Volksschullehrer. Im Rahmen einer Beurlaubung studierte er von 1909 bis 1912 an der Universität Gießen Germanistik, Geschichte und neueren Sprachen. Bei Otto Behaghel promovierte er 1913 über Rhöner Mundarten, die er unter anderem durch eigene Kenntnis und nach Feldstudien gegeneinander abzugrenzen versuchte. Nach dem Ersten Weltkrieg, an dem er als Soldat teilnahm, wurde er Seminarlehrer und Studienrat in Bensheim. Von 1924 bis 1931 war er im deutschen Auslandsdienst tätig. Als Mitglied der Schulkommission des Landes Kolumbien wurde zuletzt er Rektor der Universität Cartagena. Nach seiner Rückkehr nach Deutschland wurde er Lehrer am Landgraf-Ludwig-Gymnasium Gießen und 1945 dessen Leiter. 1950 erfolgte die Pensionierung.
Die Darmstadtädter Historische Kommission beauftragte Glöckner 1912 mit der Neuherausgabe des Lorscher Codex, die er 1923 abschließen konnte. Bedingt durch die Inflation konnte sie erst 1929 und 1936 in drei Teilen vollständig gedruckt werden. Seine Vorarbeiten für die Bearbeitung der Urkunden des Klosters Weißenburg im Elsass sowie seine Privatbibliothek wurden durch einen Bombentreffer 1944 vernichtet. Glöckner war zudem langjähriger Vorsitzender des Oberhessischen Geschichtsvereins in Gießen.

## Schriften (Auswahl)
- Die Mundarten der Rhön. Winter: Darmstadt 1913, auch als Veröffentlichung des Fuldaer Geschichtsvereins Nr. 11, Eigenverlag: Fulda 1913; unveränderter Neudruck bei Sändig: Walluf (bei Wiesbaden) 1973, ISBN 3-500-26970-2. Digitale Ansicht
- Codex Laureshamensis, bearb. und neu hrsg. von Karl Glöckner
  - Teil 1: Einleitung, Regesten, Chronik, Fotomechan. Nachdr. der Ausg. 1929, Darmstadt : Hess. Hist. Kommission 1963.
  - Teil 2: Kopialbuch ; 1. Oberrhein-; Lobden-, Worms-, Nahe- und Speiergau, Fotomechan. Nachdr. der Ausg. 1933, Darmstadt : Hess. Hist. Kommission 1963.
  - Teil 3: Kopialbuch ; 2. Die übrigen fränkischen und die schwäbischen Gaue, Güterlisten, späte Schenkungen und Zinslisten, Gesamtregister, Fotomechan. Nachdr. der Ausg. von 1936, Darmstadt : Hess. Hist. Kommission 1963.
- Gießen 1248–1948. 700 Jahre Gießen in Wort und Bild auch gedruckt als: Gießen 1248–1948. Denkschrift zur 700-Jahrfeier der Stadt Gießen. Gießen 1948, OCLC 749315355.
- Weg und Ziel des Gymnasiums 1605–1955. Festrede . Landgraf-Ludwigs-Gymnasium: Gießen 1955, OCLC 749315355.
- Traditiones Wizenburgenses. Die Urkunden des Klosters Weissenburg 661-864, eingeleitet und aus dem Nachlaß von Karl Glöckner hrsg. von Anton Doll  (= Arbeiten der Hessischen Historischen Kommission Darmstadt), Darmstadt 1979.
- Volksburg-Adelsmark-Landeshoheit: (Dünsberg-Mark Bensburg-Solms), in: Mitteilungen des Oberhessischen Geschichtsvereins 39, Gießen 1953, S. 25–47.